# 二本松義継
二本松 義継（にほんまつ よしつぐ）／畠山 義継（はたけやま よしつぐ）は、戦国時代から安土桃山時代の武将、二本松氏第9代当主。陸奥国安達郡二本松城主。

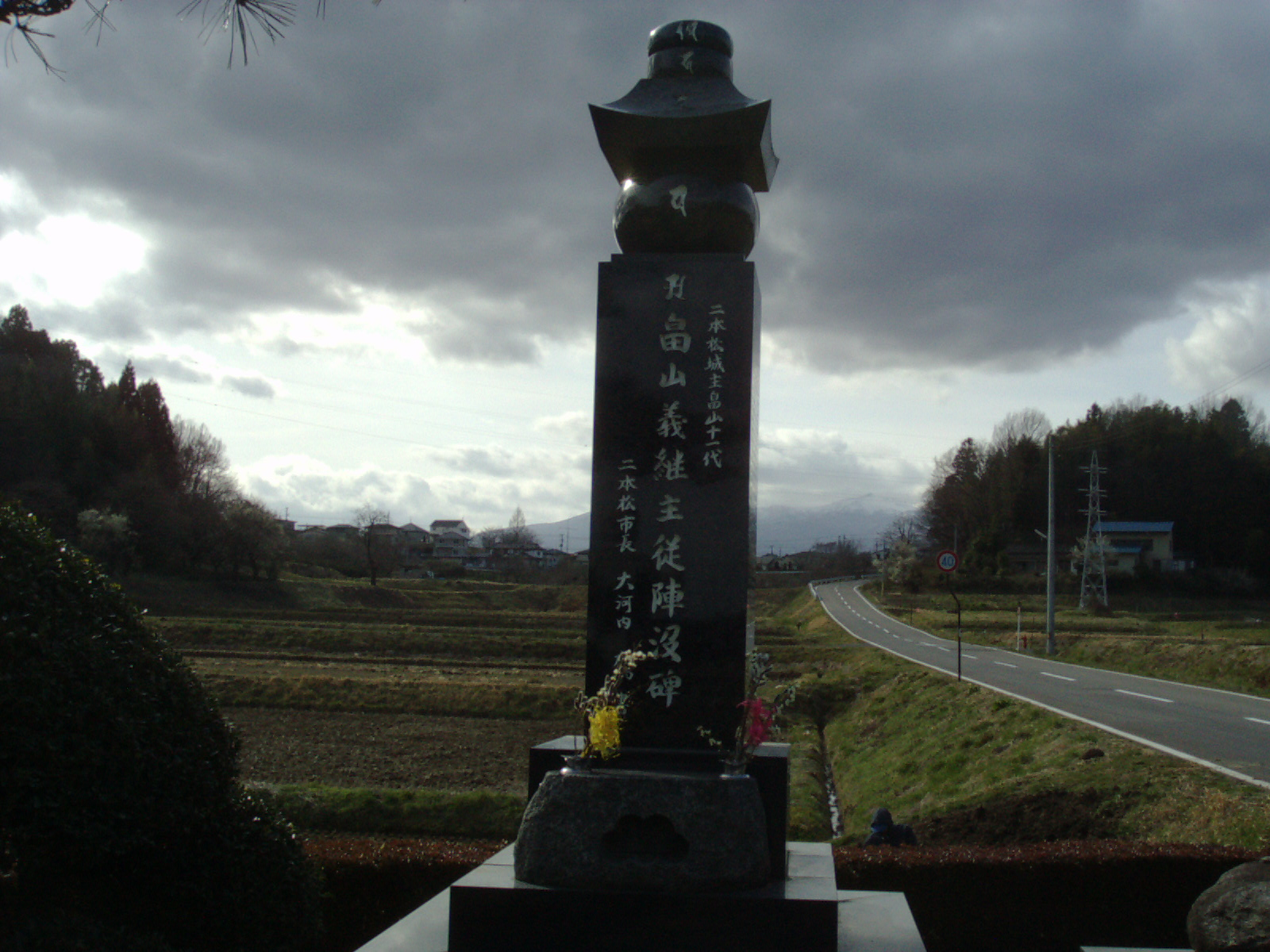
畠山義継主従陣没碑

## 生涯
天文21年（1552年）、二本松氏第8代当主・二本松義国の嫡男として生まれる。天正8年（1580年）に父・義国が死去する以前には家督を継いでいたものと思われる。
天正13年（1585年）、伊達政宗が岳父・田村清顕と共に大内定綱を攻めると、定綱と姻戚関係にあった義継も政宗から攻撃を受けた。義継は政宗に降伏を申し出たが政宗は義継を許さず、二本松付近のわずかな土地を除いて所領をことごとく没収し、大名としての地位を維持できない状況にまで追い込もうとした。この条件は政宗の父で隠居の輝宗や伊達成実らの斡旋で緩和されたものの、政宗を深く恨んだ義継は、10月8日に宮森城に居た輝宗の許へ参上した際に、輝宗を拉致して二本松城へ連れ去ろうとしたが、途中の高田原で政宗に追いつかれ、輝宗と刺し違えて死んだとも、あるいはこの時輝宗もろとも射殺されたともいう（粟ノ巣の変）。享年34。義継の遺体は政宗により斬り刻まれ、その上、藤蔓で繋ぎ合わせて無残に吊るされたという。

## 登場する作品
- 『獨眼龍政宗』（1942年、大映、監督：稲垣浩、演：遠山満）
- 『独眼竜政宗』（1959年、東映京都、監督：河野寿一、演：山形勲）
- 『独眼竜政宗』（1987年、NHK大河ドラマ、演：石田太郎）
- 『愛と野望の独眼竜 伊達政宗』（1995年、TBS大型時代劇スペシャル、演：勝部演之）